# История Румынии
История Румынии — события на территории современной Румынии с момента начала расселения там людей и до сегодняшнего дня.

## Доисторический период
На местонахождении Гренчану (Grăunceanu) в долине реки Олт (приток Дуная) на нескольких костях млекопитающих выявлены порезы, с высокой достоверностью сделанные людьми орудиями примерно 1,95 млн л. н. (поздний виллафранк).
На территории Румынии к среднему палеолиту относится мустьерская стоянка Рипичени-Извор. Бифасиальные формы, которые обычно связывают с микокской индустрией, происходят из слоёв 4 и 5 стоянки Рипичени-Извор.
Следы деятельности неандертальца из румынской пещеры Выртоп (ro:Peștera Ghețarul de la Vârtop) датируются возрастом от 62 до 119 тысяч лет назад.
В пещере Пештера-ку-Оасе обнаружены останки людей современного вида (кроманьонца), датируемые возрастом около 35—40 тыс. лет назад. Предполагается, что люди вида Homo sapiens некоторое время сосуществовали здесь с более древними неандертальцами. Другой древнейший череп из Румынии Байя де Фьер 1 из Пештера-Муйерилор датируется возрастом ок. 35 тысяч лет назад. В геноме Peştera Muierii 1 содержится 3,1% неандертальской ДНК.
Череп из пещеры Чокловина в Трансильвании (муниципалитет Босород, округ Хунедоара) датируется возрастом 29 000 ± 700 лет назад.
Возрастом 25—35 тыс. лет датируется наскальная живопись в пещере Колибоая.
В Румынии мадленский слой известен в гроте Стынка Рипичени (на правом берегу Прута), нижние слои которого относятся к ориньякскому и солютрейскому времени.
Самым ранним «колесом» считается находка в жудеце Яссы в Румынии — её относят к последней четверти V тысячелетия до н. э. На одном из поселений в Кукутени румынский археолог М. Дину нашёл глиняные модельки колёс от игрушечных повозок. Об этом он сообщил в 1981 году. То есть самое первое колесо в истории человечества «появилось» в эпоху неолита на Балканах.
В VI тысячелетии до н. э. территория Румынии входила в область распространения Балканского неолита (старчево-кришская культура), который достигает своей вершины в форме Гумельницы и Кукутень-Триполья.
Уже в эпоху энеолита (ок. 4000 года до н. э.) на территорию Румынии с востока проникают первые индоевропейцы (Культура Чернаводэ), которые были знакомы с коневодством.
К бронзовому веку относятся витенбергская культура и культура Монтеору.
Около 3000 года до н. э. на территорию Румынии из Прикаспийско-Понтийской степи пришло население ямной культуры. Курганы ямной культуры в Северной Добрудже (Михай Браву, Лункавица) и в восточной Мунтении (Смеень) содержат керамику культуры Чернаводэ II. В двух грунтовых чернаводских захоронениях могильника Браилица найдены керамические сосуды, в орнаментации которых прослеживаются параллели с сосудами культуры шнуровой керамики. Имеются  параллели между некоторыми сосудами из курганов ямной культуры в Южной Добрудже с культурой Езеро II, возможно, часть скорченных на боку погребений в ямных курганах также объясняется контактами двух групп населения.
Культура Отомань-Фюзешабонь существовала на западе Румынии в период 2100—1700 гг. до н. э.
Культура Гырла-Маре существовала с фазы A2 по фазу D (1950—1200 гг. до н. э.) занимала территории к востоку и западу от Железных ворот.
В конце бронзового — раннем железном веке (IV век до н. э.) здесь распространяется гальштатская культура, где доминировали кельты, и с которой связано начало формирования фракийской общности. В более поздней латенской культуре фракийцы играли роль равноправного с кельтами культурного компонента.

## Античная эпоха
В VIII веке до н. э. на территорию Румынии с востока вторглись киммерийцы, впоследствии в Добрудже жили скифы, отчего эта территория получила у греков имя Малой Скифии.
На основной же территории нынешней Румынии в античности жили фракийские племена даков и гетов, имевших полупервобытнообщинный общественно-экономический строй. Буребиста (70—44 до н. э.) сумел объединить земли даков; его опасались римляне, и Юлий Цезарь накануне гибели планировал поход на Дакию. Однако Буребиста погиб в результате заговора, а его государство распалось на 4 части, вошедших в сферу влияния Рима.
Новое объединение и усиление Дакии произошло во время правления Децебала (86—106 гг. н. э.). Децебал попытался организовать сильное царство со столицей в Сармизегетусе и вел три войны с Римом (86—88, 101—102, 105—106 гг. н. э.). Первая, с императором Домицианом оказалась относительно успешной, вторая закончилась поражением даков от императора Траяна, и третья, также с Траяном — полным завоеванием Дакии римлянами, захватом Сармизегетусы и самоубийством Децебала. На территории Дакии была организована римская провинция Дакия (территория современной западной Румынии и Венгрии). Центром последней стал город Ульпия Траяна, при Адриане получивший также название Сармизегетуса, но построенный в 50 км от старого центра. Из других городов римской Дакии выделялась Напока (ныне Клуж).
Дакия оставалась римской провинцией вплоть до 271 года, когда император Аврелиан, не имея возможности защищать её от натиска готов и сарматов, оставил её, эвакуировав население городов за Дунай.

## Средние века
Атрибуция сосудов Надь-Сент-Миклошского клада спорная, но связь их с кочевниками восточноевропейских степей, независимо от степени её опосредования, признаётся большинством исследователей.
На территории современной Румынии в Средние века жили славяне; проникли сюда и протоболгары, авары, кутригуры. Ипотешти-кындештская культура ранних славян (V—VII века) была сформирована антами — носителями пеньковской культуры, совместно с местным романизированным населением и просочившимися в регион нижнего Дуная славянами пражско-корчакской группы. В VIII веке на территории ипотешти-кындештской культуры было создано Первое Болгарское царство. Концом VIII — серединой IX века датируется начало колонизации нижнедунайских земель земледельцами балкано-дунайской культуры (Дриду).
В IX веке часть этой территории вошла в состав славянского государства Великая Моравия. C миссией Кирилла и Мефодия в Великую Моравию в Дакии стало распространяться православие. Затем здесь обосновались угры (венгры), печенеги.
В X веке часть территории древней Дакии подпадала под власть Древнерусского государства, затем половцев, Галицкого княжества. В XII—XIII веках территории Берлади селились беглецы и беженцы разных социальных слоев Киевской Руси — берладники.
В XIII веке эта территория подпадала под власть монголо-татар и валахов. До второй половины XIII века территория будущего Валашского княжества входила в состав Второго Болгарского царства, и их правители называли себя «царями Валах и Болгар».
В результате отступления с Балкан под натиском османов, из воинственного христианского населения — носителей варианта византийской латыни, болгар, и его союза с романизированными воинами из осевших ранее кочевников в XIV веке на территории современной Румынии формируется два феодальных православных княжества Молдова (столица Сучава) и Валахия (столица Тырговиште) с государственным древнеболгарским языком.
Эти княжества стали вассалами Османской империи в XVI веке. В XVI веке было образовано Трансильванское княжество (столица Алба-Юлия), вышедшее из-под власти Венгрии и признавшее сюзеренитет турецкого султана.
По сравнению с другими балканскими территориями, захваченными османами, Молдова, Валахия и Трансильвания сохраняли большую автономию.
Со временем в Валахии государственным языком становится сербославянский, а в Молдове — западнорусский.
В 1600 году Валахия, Молдова и Трансильвания объединились под властью князя Михая Храброго, а после его убийства были покорены солдатами австрийского генерала Джорджо Басты.
О событиях 1600 года иначе сообщают молдавские источники. Молдавский летописец Мирон Костин отмечал, что отряды мунтянского воеводы Михая на несколько дней захватили столицу Молдавского княжества Сучаву, затем осадили Хотин, где укрепился молдавский воевода Еремия-водэ, но вскоре отступили, так как на помощь Еремии отправились польские полки во главе с гетманом Конецпольским и канцлером Замойским. Вскоре молдавско-польские войска вытеснили из Молдавии отряды Михая, который в этом же году был убит.
Заметная часть средневековой истории Румынии изложена в трудах Константина Капитанула (Филипеску), румынского хроникёра XVII века.

## Новое время
В 1699, 1718 и 1739 разные части нынешней Румынии, как, например, валашская Олтения в 1718 году, были поделены между Австрией и Османской империей.
В 1775 к Австрии была присоединена Буковина (северная часть молдавского княжества), а в 1812 земли между Прутом и Днестром стали частью Российской империи.

## Объединение Дунайских княжеств
Как и во многих европейских странах, в Дунайских княжествах в XIX веке развернулось национально-освободительное движение, ставившее целью объединение румынских княжеств и создание сильного независимого национального государства. Революция 1848 года захватила и Дунайские княжества, но была там подавлена совместной турецко-русской интервенцией.
5 февраля 1859 года князем Валахии был избран Александру Иоан Куза, за несколько недель до того избранный на престол Молдавии. В 1861 году оно было официально признано Османской Портой, ранее решительно выступавшей против объединения княжеств. В результате было провозглашено создание под османским суверенитетом Соединённых княжеств Молдавии и Валахии, которые Куза возглавил с титулом домнитора.
Новый правитель решился на проведение аграрных реформ. Они не устраивали бояр, так как предусматривали сокращение их земельных владений. В 1864 году Куза совершил государственный переворот, изгнав недовольных его правлением бояр из Национального собрания, и взяв всю полноту власти в свои руки. Боярская оппозиция в ответ сформировала «Чудовищную коалицию», которая в свою очередь организовала дворцовый переворот.
В ночь на 11 февраля 1866 года в спальню Кузы ворвалась группа офицеров, которая заставила правителя отречься от престола и покинуть страну.
Новым домнитором был избран Кароль I из германской династии Гогенцоллерн-Зигмарингенов.

## Независимость и образование королевства Румыния
В русско-турецкой войне 1877—1878 годов Румыния фактически воевала на стороне России. 9 (21) мая 1877 парламент провозгласил полную независимость Румынии. Согласно с решением Берлинского конгресса 1878 Румыния получала международное признание как самостоятельное государство. По этому же договору Россия вновь занимала южные районы Бессарабии, однако взамен Румыния получала Северную Добруджу с Констанцей, которая до сих пор принадлежала Османской империи. В 1881 году Румыния была провозглашена королевством.

## Румыния в Первой мировой войне
Начало войны застало Румынию в весьма сложном положении. Оказавшись между враждующими сторонами, она имела немного шансов на сохранение нейтралитета. Правда, к тому моменту ещё не было окончательно решено, чью сторону принимать. И Антанта, и Центральные державы обещали Румынии в случае вступления в войну на своей стороне передать ей территории противника, населённые этническими румынами, и в стране вполне понимали необходимость участия в войне для объединения нации. Но, учитывая весьма слабую по отношению к великим державам оснащённость румынской армии, правительство на первое время решило придерживаться нейтралитета. До 1916 года предоставленная передышка была использована в целях обеспечения экономических, военных и дипломатических условий для начала военных действий.
К этому времени из-за вступления в войну Болгарии и Турции Румыния оказалась полностью окружённой воюющими странами, что весьма затруднило внешнюю торговлю, в том числе импорт вооружения и боеприпасов. В результате к середине года правительство окончательно приняло решение вступить в войну на стороне Антанты, члены которой признали права Румынии на населённые румынами территории Австро-Венгрии, хотя позиция России по этому поводу по военным и политическим причинам не внушала оптимизма.
15 (28 августа) 1916 года румынские войска вошли в Трансильванию. Поначалу для Румынии наступление складывалось успешно, но быстро сказались проблемы с тыловым обеспечением, а после переброски немецких войск с Западного фронта ситуация резко осложнилась. Войска Центральных держав довольно быстро разгромили относительно слабую румынскую армию и к концу 1916 года оккупировали Добруджу и всю Валахию, включая столицу — Бухарест. Королевская семья, правительство и парламент переехали в Яссы. Армия и значительная часть гражданского населения отступили в Молдову. Восточный фронт теперь протянулся до самого Чёрного моря. Но активные военные действия на его румынском участке были возобновлены только летом 1917 года, когда румынской армии удалось отвоевать у противника небольшую территорию на юго-западе Молдовы. Однако революционные события 1917 года в России привели к тому, что русские части всё чаще отказывались воевать. Поэтому в конце года правительство Румынии пошло на заключение перемирия с Центральными державами. А после Брестского мира ситуация для Румынии осложнилась настолько, что она вынуждена была 24 апреля/7 мая 1918 года подписать мирный договор на весьма жёстких для себя условиях. Теперь занятые войсками Центральных держав территории практически полностью окружали находящуюся под юрисдикцией румынского правительства территорию Молдовы, угрожая в перспективе Румынии полной ликвидацией.
В марте 1918 г. по приглашению бессарабского парламента «Сфатул Цэрий» «для борьбы с анархией, охраны продовольственных складов, железных дорог и заключения иностранного займа» румынские войска вступили на территорию Бессарабии, которая была присоединена к Румынии.
Успехи Антанты на Западном фронте и на Балканах осенью 1918 года привели к изменению соотношения сил, что позволило Румынии повторно вступить в войну 28 октября/10 ноября. Официально Первая мировая война закончилась Первым компьенским перемирием уже на следующий день, однако румынская армия почти в течение года продолжала сражения с венгерской на своей новой западной границе, чьё правительство не признавало решения об объединении Трансильвании с Румынией.

## Сближение с нацистской Германией
- 24 июля 1927 — Корнелиу Зеля Кодряну основывает Легион Архангела Михаила (он же Железная гвардия). Кодряну ставит задачу построения в Румынии православного традиционного государства. Легионеры начинают убийства неугодных политиков.
- 30 ноября 1938 — Кодряну убит по приказу короля Кароля II вместе с рядом других легионеров. Легион возглавляет его преемник Хория Сима.
- июнь — июль 1940 — Королевство Румыния было вынуждено (под давлением Москвы и Берлина — Пакт Молотова — Риббентропа) согласиться на передачу Советскому Союзу Бессарабии (из части которой была создана МССР) и передачу УССР Северной Буковины. (См. Присоединение Бессарабии и Северной Буковины к СССР)
- 30 августа 1940 — Венский арбитраж: Румыния вынуждена передать Венгрии Северную Трансильванию
- сентябрь 1940 — Сима становится вице-премьером нового правительства и командующим легионерского движения.
- 7 сентября 1940 — Крайовский мирный договор, Румыния уступила Болгарии регион Южная Добруджа и обе участницы договора согласились провести обмен населением (меньшинствами) на прилегающих к новой границе территориях.
- 30 ноября 1940 — Антонеску объявляет о роспуске легионерской полиции.
- 23 января 1941 — Антонеску окончательно разгоняет «Железную гвардию» и провозглашается руководителем государства, кондукэтором и верховным главнокомандующим румынской армии.

## Личный режим Антонеску
Антонеску установил в стране режим личной власти, основой которой была армия, полностью поддерживавшая Антонеску. Ликвидировал политические партии, отменил разделение ветвей власти, ввёл управление посредством указов-законов, открытую поддержку антисемитизма и ультранационализма. По требованию Германии организовал депортацию около 40000 румынских евреев в германские концлагеря; при этом было конфисковано их имущество на сумму около 40 млн долларов. Позже санкционировал аресты евреев на присоединенной к Румынии советской территории (Одесса и т. д.).

## Участие во Второй мировой войне
- 22 июня 1941 — Антонеску вступил на стороне нацистской Германии в войну против СССР.
- 23 августа 1944 — Антонеску арестован по приказу короля Михая I.
- 24 августа 1944 — Румыния объявила о своём выходе из войны.
- 31 августа 1944 — советские войска вошли в Бухарест.
- 12 сентября 1944 — Румыния подписала соглашение о вступлении в антигитлеровскую коалицию.
- 1 июня 1946 — Антонеску расстрелян.

## Построение социализма
Стоимость имущества, вывезенного Румынией из СССР в период оккупации советских территорий, составила 950 млрд леев. Треть этой суммы после вступления в Румынию Красной Армии решили считать уплаченной в виде реквизиций и в иных формах. Из оставшихся 600 млрд леев половину «простили», а на 300 млрд Румынии вменялось выплатить репарации.
На парламентских выборах 1946 года победу одержала Румынская коммунистическая партия. При этом страна оставалась королевством во главе с королём Михаем I. 30 декабря 1947 года под давлением со стороны Петру Грозы и Георге Георгиу-Дежа Михай отрёкся от престола, а парламент в тот же день провозгласил создание Румынской Народной Республики. В апреле 1948 года была принята первая конституция страны, а в сентябре 1952 года — вторая.
В период сталинизма Секуритате (органы безопасности) Румынии казнили без суда и следствия, по некоторым оценкам, около 10.000 человек. Тем не менее, антикоммунистическое партизанское движение продолжалось до начала 1960-х. Его социальную основу составляли крестьяне, протестовавшие против насильственной коллективизации и государственного атеизма; лидерами обычно выступали военные (Георге Арсенеску, Тома Арнэуцою, Ион Уцэ, Николае Дабижа, Иоан Карлаонц), легионеры (Ион Гаврилэ Огорану, Гогу Пую, Спиру Блэнару), сельские предприниматели (Теодор Шушман), националистическая интеллигенция (Раду Чучану). Практическим завершением повстанчества считается 1962 год — казнь Георге Арсенеску, а символическим окончанием 1976 год — арест Иона Гаврилэ Огорану, «последнего партизана Европы».
В 1965 году, после смерти Георгиу-Дежа, первым секретарем РКП был избран Николае Чаушеску.
Чаушеску бесконтрольно брал кредиты у стран Запада, что довольно быстро поставило экономику Румынии на грань коллапса. В попытке исправить ситуацию в стране был проведен референдум о законодательном запрете на привлечение иностранных кредитов, а с 1980 года выплата долгов по кредитам стала главным приоритетом экономики Румынии. В результате в апреле 1989 году — фактически за несколько месяцев до свержения режима Чаушеску — было объявлено о полной выплате внешнего долга страны. К этому времени Румыния, по некоторым оценкам, стала едва ли не самой бедной страной Восточного блока. В стране ширилось недовольство, отражавшееся в протестных выступлениях (Забастовка шахтёров долины Жиу, Брашовское восстание, другие массовые бунты). Несмотря на репрессии, существовало диссидентское движение различных направлений — националистического (Паул Гома), радикально-коммунистического (Силвиу Брукан), правозащитного (Думитру Мазилу), профсоюзно-общедемократического (Вернер Зоммерауэр).

## Революция
16 декабря 1989 года начались волнения в Тимишоаре, в город были введены войска. Созданный в городе революционный комитет Румынский демократический фронт объявил Тимишоару первой свободной территорией и обнародовал свою программу. 21 декабря волнения перекинулись в Бухарест, где власти попытались устроить митинг в свою поддержку. Попытка подавить восстание силами Секуритате и армии не удалась. Чаушеску бежал из города на вертолёте, но позже был пойман в городе Тырговиште. Власть перешла к сформированному Фронту национального спасения. 25 декабря по приказу специального трибунала Чаушеску был осужден и в тот же день расстрелян вместе со своей женой Еленой. События были названы Рождественской революцией.

## Постсоциалистический период
После свержения и расстрела Чаушеску власть перешла в руки Фронта национального спасения, создан временный парламент — Совет национального единства.
В мае 1990 года прошли первые свободные президентские и парламентские выборы. В 1991 году была принята новая Конституция Румынии. Эта конституция была пересмотрена на национальном референдуме в 2003 году.
29 марта 2004 года Румыния стала членом НАТО, 1 января 2007 года вступила в ЕС.